# Sonho da Caça (canção)
"Sonho da Caça" é uma canção do gênero sertanejo gravada pela cantora e compositora brasileira Paula Fernandes, presente em seu quarto álbum ao vivo Origens (2019).

## Sobre a canção
A canção foi composta exclusivamente para fazer parte da trilha sonora da novela A Dona do Pedaço.
A canção foi apresentada ao vivo no programa do Faustão em 2019.
Notas
- A canção foi composta por Fernandes

## Faixas
- Download digital

1. "Sonho da Caça" - 3:00